# تاریخ یهودیان در موریس

موقعیت موریس در رابطه با آفریقا

یهودیان برای نخستین بار از حیفا در فلسطین تحت قیمومت بریتانیا (اسرائیل کنونی) در دههٔ ۱۹۴۰ وارد موریس شدند زیرا دولت بریتانیا مانع ورود آن‌ها به فلسطین شد.
بر پایهٔ سرشماری ۲۰۱۱، حدود ۴۳ یهودی در موریس بودند؛ در ۲۰۲۲ نیز گزارش شد ۱۰۰ یهودی در کشور زندگی می‌کردند.
یک کنیسه در کورپیپ و یک گورستان یهودی در بامبوس وجود دارد. در موریس یهودیت یک دین اقلیت است.

## تاریخ

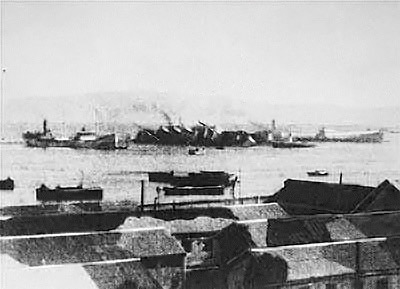
پاتریا پس از بمب‌گذاری

### پاتریا و جنگ جهانی دوم
در سپتامبر ۱۹۴۰، کشتی‌های آتلانتیک، میلوس و پاسیفیک حدود ۳٬۶۰۰ یهودی را از وین، گدانسک و پراگ در تولچا، رومانی را برای ارسال به فلسطین سوار کردند. یهودیانی که به فلسطین رسیدند مجوز ورود نداشتند و پس از این از سوی دولت بریتانیا، به ویژه سِر هارولد مک‌مایکل منع ورود شدند. بریتانیایی‌ها تصمیم گرفتند مهاجران را یا به ترینیداد و توباگو یا موریس که هر دو مستعمرهٔ بریتانیا بودند تبعید کنند.
در ۲۵ نوامبر ۱۹۴۰، بمبی در کشتی پاتریا که در ابتدا ۱٬۸۰۰ تبعیدی به موریس در آن بودند منفجر شد که به‌دست هگانا، یک سازمان شبه‌نظامی صهیونیست، که خواستار ماندن یهودیان در کشتی برای رفتن به فلسطین بود کاشته شد. ادعا می‌شود که قصد هگانا تنها آسیب به کشتی بوده، هرچند آن‌ها نیروی انفجاری مورد نیاز را اشتباه محاسبه کردند و در عوض کشتی به سرعت در خلیج حیفا غرق شد. این حادثه ۲۶۰ تن کشته و ۱۷۲ زخمی داشت. ظرفیت قایق‌های نجات تنها ۸۰۵ عدد بود زیرا زمانی که پاتریا یک کشتی فرانسوی بود تنها ۸۰۵ قایق داشت. زمانی که بریتانیایی‌ها کشتی را بازپس‌گرفتند، ظرفیت قایق‌ها را با ۱٬۸۰۰تا افزایش دادند ولی همچنان همان تعداد قایق نجات داشتند. یهودیان نجات‌یافته به اردوگاه اتلیت فرستاده شدند. ۱٬۵۸۴ پناهجوی باقی‌مانده از آتلانتیک که در پاتریا نبودند نیز در ابتدا در اتلیت زندانی شده بودند اما در ۹ دسامبر ۱۹۴۰ به موریس فرستاده شدند. هنگامی که رسیدند، آن‌ها به یک اردوگاه بازداشت در بو-بسن فرستاده شدند.
در اردوگاه، پناهجویان از بیماری‌های گرمسیری و خوراک و پوشاک نامناسب رنج می‌بردند. سازمان‌های یهودی همچون هیئت نمایندگان یهودیان آفریقای جنوبی، آژانس یهود و فدراسیون صهیونیستی برای زندانیان خوراک، پوشاک، دارو و اشیای مذهبی ارسال کردند. در ابتدا، ارتباط بین دو جنس ممنوع بود؛ مردان در یک زندان سابق و زنان در کلبه‌های آهنی مجاور نگهداری می‌شدند. پس از این که ممنوعیت لغو شد، ۶۰ کودک در اردوگاه زاده شدند. در کل، ۱۲۸ زندانی در اردوگاه درگذشتند و در بخش یهودی گورستان سنت مارتین به خاک سپرده شدند. پس از پایان جنگ جهانی دوم، به زندانیان این امکان داده شد که به خانه‌های پیشین خود در اروپا بازگردند یا به فلسطین مهاجرت کنند. بیشتر آن‌ها فلسطین را انتخاب کردند و ۱٬۳۲۰ تن به حیفا رفتند.

### اکنون
بر پایهٔ سرشماری جمعیت ۲۰۱۱، ۴۳ یهودی در موریس زندگی می‌کنند. جامعهٔ کنونی به پناهجویان ۱۹۴۰ ارتباطی ندارد. نخستین بر میتصوا از زمان جنگ جهانی دوم در سال ۲۰۰۰ برگزار شد.